# Ringspannung
Die Ringspannung ist eine zusätzliche chemische Bindungsenergie, die in einem aus mehreren Atomen gebildeten ringförmigen Molekül (bspw.: Cyclobutan) gespeichert ist beziehungsweise zuvor für dessen Ringschluss aufgewendet werden muss. Sie ist in den meisten Fällen umso größer, je kleiner der Ring ist. Ihre Ursache sind verschiedene stereochemische Effekte, vor allem die Winkelspannung.

## Auftreten

### Cycloalkane

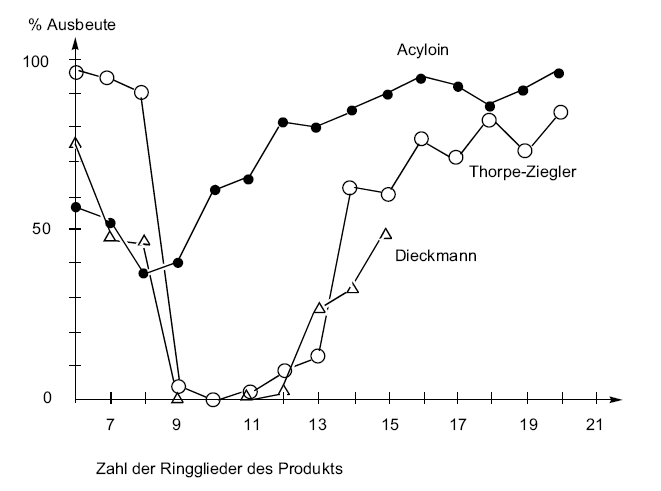
Die Grafik zeigt die prozentuale Ausbeute in Abhängigkeit von der Ringgliederzahl für die Thorpe-Ziegler-Reaktion und die Dieckmann-Kondensation. Deutlich zu sehen ist der Abfall für Ringe mit 9 bis 13 Gliedern. Dieser Abfall ist bei der Acyloin-Kondensation nicht festzustellen, da dieses eine radikalische Reaktion ist.

Für alicyclische Verbindungen gilt, dass Drei- und Vierringe sehr gespannt sind, da der spannungsfreie Tetraederwinkel von 109,5° nicht erreicht wird. Cyclopropan, das aufgrund seiner dreieckigen Struktur eben ist, weicht mit Bindungswinkeln von 60° am weitesten davon ab und besitzt daher die größte Ringspannung.
Fünfringe und Sechsringe (z. B.: Cyclopentan, Cyclohexan – Cycloalkane) weisen eine geringe bis gar keine Ringspannung auf. Der Tetraederwinkel wird eingehalten, was – wie in den kettenförmigen aliphatischen Verbindungen – zur Konformation mit nicht ebenem Molekülbau führt. Energetisch sind sie daher günstiger und entstehen bevorzugt (beispielsweise die cyclische Halbacetalbildung von Kohlenhydraten).
Bei mittelgroßen Ringen mit acht bis zwölf Kohlenstoffatomen tritt wieder Ringspannung auf; durch Konformation kommt es zur Abstoßung von Wasserstoffatomen. Große Ringe besitzen nur noch deutlich geringere Ringspannungen.
Ringspannungen bei alicyclischen Verbindungen werden als Baeyer-Spannung bezeichnet.
Die gegenseitige Abstoßung (Repulsion) von Substituenten in 1,5-Position in Cyclohexanen, n-Pentan usf. können je nachdem, ob sie sich in equatorialer oder axialer Position befinden zur so genannten Newman-Spannung führen.

### Epoxide
Epoxide besitzen aufgrund ihres Dreirings sehr große Ringspannungen.

## Wirkung
Moleküle mit großer Ringspannung wie Epoxide sind energetisch sehr ungünstig. Sie sind daher instabil, der Ring öffnet sich sehr leicht unter stark exothermer (Wärme produzierender) Reaktion.
Dagegen sind Moleküle mit kleinen Ringspannungen energetisch günstiger, sie entstehen daher bevorzugt. Bei aromatischen Ringmolekülen, wie Benzol, sind die Ringenergien im Verhältnis zur Mesomerieenergie vernachlässigbar.